# Синьковский, Дмитрий Евгеньевич
Дмитрий Евгеньевич Синьковский  — российский дирижёр, скрипач и вокалист (контратенор).
Окончил Академическое музыкальное училище при Московской консерватории (1999), затем Московскую консерваторию по классу скрипки (2005) у Александра Кирова и её аспирантуру (2008) по классу камерного ансамбля Алексея Любимова. Как вокалист учился у Яны Иваниловой и Майкла Чанса, изучал исторически ориентированное исполнительство на мастер-классах Марии Леонхардт, Сигизвальда Кёйкена, Роджера Норрингтона, Томаса Цетмайра и других специалистов. Дирижирование изучал в Загребской академии музыки у Томислава Фачини. Как скрипач получил вторую премию на Международном конкурсе старинной музыки имени Бонпорти (2005) и третью премию на Международном конкурсе имени Иоганна Себастьяна Баха (2006), в 2008 году стал победителем конкурса Musica Antiqua в Брюгге.
Как скрипач и дирижёр выступал с ансамблями старинной музыки Il Complesso barocco (Италия), Collegium Marianum (Чехия), Musica Petropolitana и Pratum Integrum (Россия) и многими другими. В 2013 году выпустил первый альбом — пять скрипичных концертов Антонио Вивальди с оркестром Il Pomo d’Oro. В 2011 г. основал и возглавил ансамбль старинной музыки La Voce Strumentale.
С 2005 г. преподаёт скрипку на факультете исторического и современного исполнительского искусства Московской консерватории.
В декабре 2021 г. занял пост музыкального руководителя и главного дирижёра Нижегородского театра оперы и балета.